# Anton van Obberghen

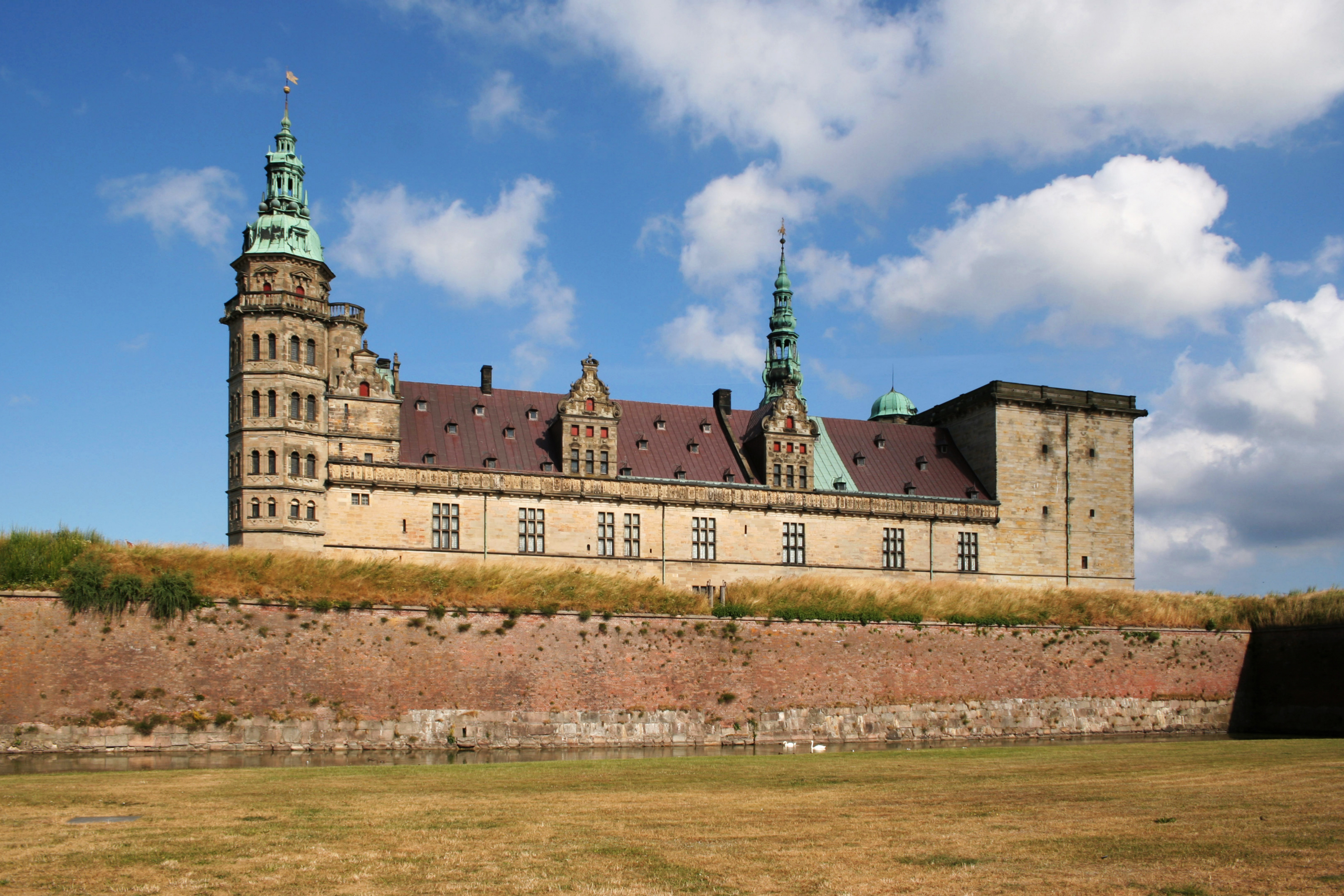
Schloss Kronborg in Helsingør

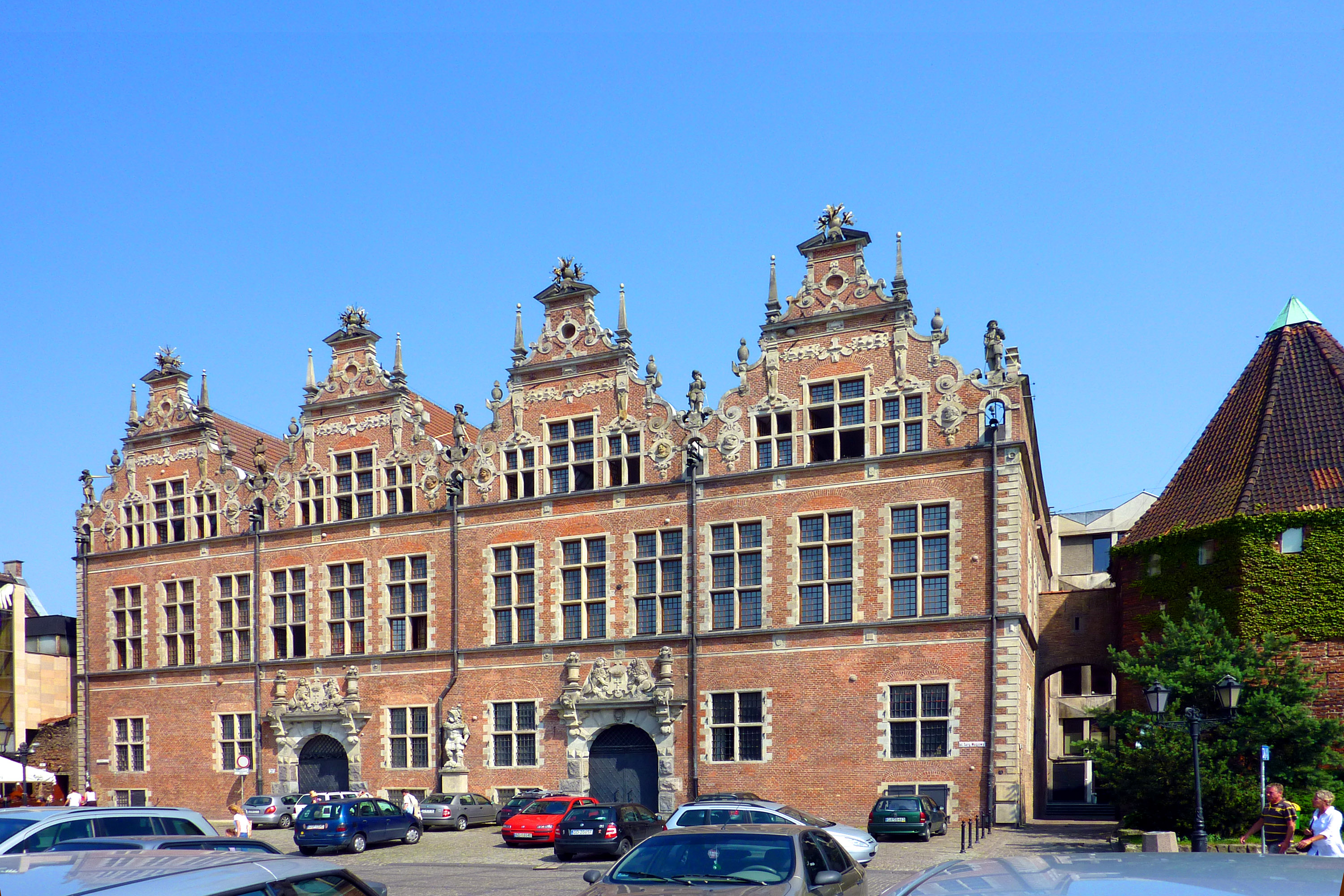
Das große Zeughaus in Danzig

Anton van Obberghen (* 1543 in Mechelen; † 1611) war ein flämischer Architekt und Festungsbaumeister und ein Hauptmeister der nordischen Renaissance.
Auch Antonius, Antoni und diverse Namensvarianten des Nachnamens (Obbergen, Opberghen, Oberberg, Obernberg, Oberg, Overberg, Upbargen).
Er begann seine berufliche Laufbahn in  Antwerpen, wo er am Bau von städtischen Befestigungsanlagen tätig war. 1575 kam er nach Dänemark und leitete von 1577 bis 1585 als königlicher Hofbaumeister den Umbau des Schlosses Kronborg in Helsingør. 1586 kam er nach Danzig, wo er 1592 zum Baumeister der Befestigungsanlagen und 1594 zum städtischen Baumeister ernannt wurde. Er hat in Danzig bedeutende Werke der Spätrenaissance geschaffen. 
Er nahm an der Errichtung der Festung Weichselmünde und des Schlosses in Küstrin (1590) sowie an der Flussregulierung der Weichsel teil. In Danzig errichtete er auch die St.-Gertrud-Bastei, das Peinkammertor (und Peinkammer am Stockturm, 1597–1599), das Große Zeughaus (1602–1605) und wahrscheinlich auch das Altstädtische Rathaus (1587–1589). Außerdem stammten viele Patrizierhäuser von ihm und er besorgte die Innenausstattung des Rechtstädtischen Rathauses. Ihm wird auch die der Umbau und Innenausbau des ursprünglich aus dem 14. Jahrhundert stammenden Altstädtischen Rathauses in Thorn 1602–1605 zugeschrieben.